# Лиор Наркис
Лиор Наркис (хебр. ליאור נרקיס‎; Холон, 8. новембар 1976) израелски је певач чије песме углавном представљају комбинације попа и традиционалног мизрахи фолка.
Лиор је рођен у мешовитој јеврејској ирачко-српској породици, а његова мајка Хана је српска Јеврејка. Поред хебрејског говори српски и француски језик.
Године 2003. представљао је Израел на Песми Евровизије у Риги, где је са песмом Милим ла’ахава (Речи за љубав) заузео 19. место са свега 17 освојених бодова.